# Hôn nhân cùng giới ở Sonora
Hôn nhân cùng giới hợp pháp ở bang Sonora của Mexico từ 22 tháng 10, 2021. Vào ngày 23 tháng 9, 2021, Nghị viện Sonora hợp pháp hóa hôn nhân cùng giới với 26 nhà lập pháp ủng hộ và 6 phản đối.

## Ý kiến công chúng
Một thăm dò ý kiến năm 2017 của Gabinete de Comunicación Estratégica cho thấy 50% người dân Sonora ủng hộ hôn nhân cùng giới. 46% phản đối.
Theo một khảo sát 2018 của Instituto Nacional de Estadística y Geografía (INEGI), 31% người Sonora phản đối hôn nhân cùng giới, thấp nhất thứ ba ở Mexico sau Baja California (31%) và Mexico City (29%) 
Vào ngày 23 tháng 9, 2021, Nghị viện Sonora hợp pháp hóa hôn nhân cùng giới với 26 nhà lập pháp ủng hộ và 6 phản đối.